# Export (Pensilvania)
Export es un borough ubicado en el condado de Westmoreland en el estado estadounidense de Pensilvania. En el año 2000 tenía una población de 895 habitantes y una densidad poblacional de 906 personas por km².

## Geografía
Export se encuentra ubicado en las coordenadas 40°24′59″N 79°37′25″O / 40.41639, -79.62361.

## Demografía
Según la Oficina del Censo en 2000 los ingresos medios por hogar en la localidad eran de $28,350 y los ingresos medios por familia eran $36,591. Los hombres tenían unos ingresos medios de $30,677 frente a los $22,031 para las mujeres. La renta per cápita para la localidad era de $20,170. Alrededor del 7.6% de la población estaba por debajo del umbral de pobreza.